# Ариба (Колорадо)
Ариба (енгл. Arriba) град је у америчкој савезној држави Колорадо.

## Демографија
По попису из 2010. године број становника је 193, што је 51 (-20,9%) становника мање него 2000. године.
| Група             | 2000.       | 2010.       |
| Белци             | 225 (92,2%) | 171 (88,6%) |
| Афроамериканци    | 0 (0,0%)    | 1 (0,5%)    |
| Азијати           | 4 (1,6%)    | 3 (1,6%)    |
| Хиспаноамериканци | 14 (5,7%)   | 12 (6,2%)   |
| Укупно            | 244         | 193         |